# Tom Close
Tom Close (nascut Thomas Muyombo el 28 d'octubre de 1986) és metge i cantant ruandès de R&B, afrobeat i dancehall. Un crític de ChimpReports el 2013 el va descriure com «el rei de l'afrobeat i el dancehall» a Ruanda.

## Biografia
Era el segon dels tres fills, de Faith Grace Dukuze i d'Edward Karangwa al districte de Masindi a Uganda. Després d'iniciar la seva educació primària a Uganda, Muyombo es va traslladar a Ruanda, on va completar la seva educació secundària a l'escola Kiziguro i al Liceu Francès de Kigali. En quart grau, va començar a cantar en els cors d'església. Va completar un títol universitari en Medicina Humana a la Universitat Nacional de Ruanda i va treballar com a metge a l'hospital de la policia nacional situat a Kigali.
El 2005 Muyombo va formar el seu primer grup musical amb quatre amics sota el nom d'Afro-Saints. Va gravar cinc cançons entre 2006 i 2007 però sense obtenir èxit popular. El seu primer senzill en solitari, Mbwira, va ser gravat el novembre de 2007 i fou seguit pel seu àlbum de debut, Kuki, el maig de 2008. Va gravar quatre àlbums més entre el 2008 i el 2013, titulats Subeza, Ntubanyurwa, Komeza Utsinde i Mbabariara Ugaruke.
El 2013 Tom Close va descriure el seu estil com a «afrobeat, dancehall, pop i RnB amb un estil africà». Ha col·laborat amb nombrosos artistes ruandesos i internacionals, inclosos Professor Jay, Radio and Weasel, General Ozzey, Knowless i Sean Kingston. Va fer una gira arreu de Ruanda i als països de la Comunitat de l'Àfrica Oriental i va actuar als Estats Units el 2011. Entre les seves influències hi ha Chris Brown i Usher.

## Premis
Tom Close fou seleccionat com a guanyador de la primera competició d'artistes Guma Guma Super Star de Primus a l'Estadi Amahoro el 2011. El 2008 va guanyar el premi al Millor Artista en una competició convocada per la Universitat Nacional de Ruanda. També va guanyar el premi a l'Artista de l'Any en els Premis Salax de 2009, 2010 i 2011. Va actuar a un concert en ocasió del desè aniversari de l'empresa regional de telecomunicacions MTN junt amb l'artista Shaggy.

## Altres activitats
A més de la seva carrera com a artista musical ha escrit, il·lustrat i publicat diversos llibres de còmics, inclosos Inka Yanjye (tres volums), Nkunda u Rwanda, i Isuka Yanjye.